# 北海道道8号根室中標津線
北海道道8号根室中標津線（ほっかいどうどう8ごう ねむろなかしべつせん）は、北海道根室市から野付郡別海町を経由して標津郡中標津町に至る道道（主要地方道）である。

## 概要
全線の半分以上が国道との重複区間である。

### 路線データ
- 起点：北海道根室市常盤町3丁目（弥栄町1丁目交点、国道44号終点）
- 終点：北海道標津郡中標津町桜ケ丘2丁目（国道272号・北海道道69号中標津空港線交点）
- 総延長：76.103 km[1]
- 実延長：20.787 km[1]
- 重用延長：55.316 km[1]

## 歴史
- 1954年（昭和29年）3月30日 - 15号として路線認定[2]。
- 1993年（平成5年）5月11日 - 建設省から、道道根室中標津線が根室中標津線として主要地方道に指定される[3]。
- 1994年（平成6年）10月1日 - 路線番号を8号に変更[4]。

## 路線状況

### 重複区間
- 国道44号：根室市常盤町3丁目 - 根室市厚床1丁目
- 国道243号：根室市厚床1丁目 - 野付郡別海町別海宮舞町
- 北海道道364号本別海別海停車場線（野付郡別海町別海西本町 地内重複）
- 北海道道362号西春別春別停車場線：別海町中春別東町 - 別海町中春別

### 道の駅
- 道の駅スワン44ねむろ（国道44号重複区間）

## 地理

### 通過する自治体
- 根室振興局
  - 根室市
  - 野付郡別海町
  - 標津郡中標津町

### 交差する道路
根室市
- 北海道道35号根室半島線 - 弥栄町1丁目交点（起点）
- 北海道道310号花咲港線 - 弥栄町1丁目交点（起点）
- 北海道道313号根室港線 - 弥栄町1丁目交点（起点）
- 北海道道312号根室停車場線 - 光和町1丁目交差点
- 北海道道35号根室半島線 - 敷島町2丁目交差点
- 北海道道142号根室浜中釧路線 - 敷島町2丁目交差点
- 北海道道780号花咲港温根沼線 - 温根沼
- 北海道道953号別当賀酪陽線 - 酪陽
- 北海道道1127号初田牛厚床線 - 厚床
- 国道44号
- 国道243号 - 厚床1丁目

別海町
- 国道244号 - 奥行
- 北海道道930号上風連奥行線 - 奥行
- 北海道道364号本別海別海停車場線 - 別海西本町（重複）
- 国道243号 - 別海宮舞町
- 北海道道929号中春別床丹線 - 中春別
- 北海道道362号西春別春別停車場線 - 中春別東町
- 北海道道994号中春別俵橋線 - 中春別東町
- 北海道道362号西春別春別停車場線 - 中春別東町

中標津町
- 国道272号 - 桜ケ丘2丁目（終点）
- 北海道道69号中標津空港線 - 桜ケ丘2丁目（終点）

### 沿線にある施設など
※重用区間は省略
別海町
- 別海町図書館 - 別海宮舞町

中標津町
- 根釧農業試験場 - 旭ヶ丘